# Dominique Mathieu

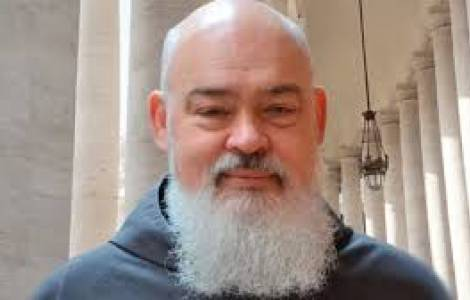
Dominique Mathieu (Oktober 2024)

Kardinalswappen von Dominique Mathieu

Dominique Joseph Kardinal Mathieu OFMConv (* 13. Juni 1963 in Arlon, Belgien) ist ein belgischer Ordensgeistlicher und römisch-katholischer Erzbischof von Teheran-Isfahan im Iran.

## Leben
Dominique Mathieu trat nach seinem Abitur der Ordensgemeinschaft der Minoriten bei. Er hat sich 1987 durch die feierlichen Gelübde an den Minoritenorden gebunden und empfing am 24. September 1989 nach seiner theologischen Ausbildung die Priesterweihe. Er hatte verschiedene Positionen in seiner Ordensgemeinschaft inne wie Beauftragter für die Berufungspastoral, Sekretär, Vikar und Provinzialminister der belgischen Provinz seines Ordens, nach der Vereinigung mit der französischen Provinz wurde er Generaldelegierter, Rektor des Nationalheiligtums des heiligen Antonius von Padua in Brüssel. Er war Präsident der Mitteleuropäischen Föderation der Minoriten und Mitglied des Wirtschaftsrates seines Ordens.
Seit 2013 war er unter anderem Sekretär und Novizenmeister in der Provinzkustodie des Orients und des Heiligen Landes im Libanon. Seit 2019 war er Generaldefinitor und Generalassistent der Mitteleuropäischen Föderation der Minoriten.
Papst Franziskus ernannte ihn am 8. Januar 2021 zum Erzbischof von Teheran-Isfahan. Mit dieser Ernennung wurde eine sechsjährige Sedisvakanz beendet, die mit der Emeritierung von Mathieus Vorgänger Ignazio Bedini und der gleichzeitigen Ausweisung der Salesianer Don Boscos aus dem Iran begonnen hatte. Die kleine iranische Gemeinde des lateinischen Ritus wurde seither von einem chaldäischen Lazaristen verwaltet. Der Großteil der iranischen Katholiken gehört zur chaldäisch- und zur armenisch-katholischen Kirche.
Er wurde am 16. Februar 2021 von Leonardo Kardinal Sandri, Präfekt der Kongregation für die orientalischen Kirchen in der römischen Basilika Santi XII Apostoli zum Bischof geweiht. Mitkonsekratoren waren Mauro Maria Kardinal Gambetti und Ignazio Bedini, Mathieus Vorgänger als Erzbischof von Isfahan. Der Weihetag fiel mit dem liturgischen Fest des Patrons des Irans, dem heiligen Maruthas, zusammen.
Dominique Mathieu spricht Französisch, Englisch, Italienisch, Niederländisch und Deutsch und hat Arabisch studiert.
Papst Franziskus nahm ihn am 7. Dezember 2024 als Kardinalpriester in das Kardinalskollegium auf. Als Titelkirche wies ihm der Papst die Kirche Santa Giovanna Antida Thouret zu. Die Besitzergreifung seiner Titelkirche fand am 23. Mai 2025 statt.
Am 11. Januar 2025 berief ihn Papst Franziskus zum Mitglied des Dikasteriums für die Selig- und Heiligsprechungsprozesse. Nach dem Tod von Papst Franziskus nahm er am Konklave 2025 teil, das Leo XIV. wählte.
Papst Leo XIV. ernannte ihn am 3. Juli 2025 zum Mitglied des Dikasteriums für den Interreligiösen Dialog.